# Joseph Cotten
Joseph Cotten (Petersburg, Virginia, 1905. május 15. – Los Angeles, Kalifornia, 1994. február 6.) amerikai színész.

## Élete és pályafutása
Fotómodell, festő és tisztviselő volt. Színi tanulmányai után a rádióban és színpadon lépett fel. 1937-ben Orson Welles szerződtette a Mercury Színházhoz, majd ugyancsak ő alkalmazta 1941-ben a filmnél. Az 1940-es években négy filmben együtt játszott Jennifer Jonesszal; Mióta távol vagy (1944); a Szerelmes levelek (1945); a Párbaj a napon (1946) és a Jennie arcképe (1948). Az 1950-es években egy sor kevésbé nagy horderejű filmben volt látható, mint például a Két nyugati zászló (1950), a Szeptemberi ügy (1950), valamint Marilyn Monroe partnereként a Niagara (1953) című filmben, ahol James Mason helyét vette át. 1960-ban csillagot kapott a Hollywood Walk of Fame-en. 1967-ben Karl Swenson, Pat Conway és Dick Foran mellett szerepet kapott a Brighty, az okos szamár című filmben. Az 1970-es évek elején A förtelmes Dr. Phibes (1971) és a Zöld szója (1973) című filmben jelent meg. 1980-ban forgatta egyik utolsó filmjét, A mennyország kapuját.
1981. június 8-án szívrohamot kapott, ami után agyvérzést kapott, amely a beszédközpontját érintette. Elkezdte a terápiát, amellyel újra beszélni tudott. 1990-ben gégerákot kapott. 1994. február 6-án hunyt el tüdőgyulladásban, 88 éves korában.

## Magánélete
1931–1960 között Lenore Kipp volt a felesége, házasságuk Kipp halálával ért véget. 1960–1994 között Patricia Medina (1919–2012) angol színésznő házastársa volt.

## Filmjei
- Aranypolgár (1941)
- Lydia (1941)
- Az Ambersonok tündöklése (1942)
- Utazás a félelembe (1943)
- Csattan a csók (1943)
- A gyanú árnyékában (1943)
- Gázláng (1944)
- Mióta távol vagy (1944)
- Szerelmes levelek (Love Letters) (1945)
- Párbaj a napon (1946)
- A farmer leánya (The Farmer's Daughter) (1947)
- Jennie arcképe (Portrait of Jennie) (1948)
- A harmadik ember (1949)
- A Baktérítő alatt (1949)
- Az erdőn túl (Beyond the Forest) (1949)
- Szeptemberi ügy (September Affair) (1950)
- Két nyugati zászló (Two Flags West) (1950)
- Fél angyal (Half Angel) (1951)
- Peking Express (1951)
- Othello, a velencei mór tragédiája (1952)
- Niagara (1953)
- General Electric Theater (1954–1956)
- Star Stage (1955–1956)
- Alfred Hitchcock Presents (1955–1959)
- On Trial (1956–1959)
- A gonosz érintése (1958)
- A Földtől a Holdig (1958)
- Szép menyasszony (1960)
- Az utolsó napnyugta (1961)
- Buszmegálló (1961)
- Wagon Train (1961–1962)
- Csend, csend, édes Charlotte (1964)
- A nagy sziu mészárlás (The Great Sioux Massacre) (1965)
- Brighty, az okos szamár (1967)
- It Takes a Thief (1968–1970)
- A szöcske (1970)
- Város a tenger alatt (1971)
- A förtelmes Dr. Phibes (1971)
- Kártyajáték olasz módra (1972)
- Zöld szója (1973)
- Kényes egyensúly (1973)
- Airport '77 (1977)
- A világ rendje és biztonsága (1978)
- Karavánok (1978)
- Fantasy Island (1978–1979)
- Meghökkentő mesék (1979–1980)
- Casino (1980)
- A mennyország kapuja (1980)
- Szerelemhajó (1981)

## Díjai
- Volpi Kupa (1949) Jennie arcképe

## Fordítás
- Ez a szócikk részben vagy egészben  a   Joseph Cotten című angol Wikipédia-szócikk ezen változatának fordításán alapul.  Az eredeti cikk szerkesztőit annak laptörténete sorolja fel. Ez a jelzés csupán a megfogalmazás eredetét és a szerzői jogokat jelzi, nem szolgál a cikkben szereplő információk forrásmegjelöléseként.